# The Fixx
Pour les articles homonymes, voir The Fix.
The Fixx est un groupe de rock et new wave britannique, originaire de Londres, en Angleterre. Il est formé en 1979 et composé de Cy Curnin (chant), Rupert Greenall (claviers), Jamie West-Oram (guitare), Adam Woods (batterie) et Dan K Brown (basse). 
Ce groupe est l'une des rares formations anglaises de cette époque (période new wave) à avoir connu plus de succès ailleurs (notamment en Amérique du Nord) que dans son pays d'origine, où The Fixx demeure méconnu. 

## Biographie

### Débuts (1981)
Initialement baptisée The Portrait, la formation sort deux singles confidentiels : Little Women en 1979 et Hazards in the Home en 1980. Rebaptisé « The Fix » après l'arrivée, en 1980, du guitariste Jamie West Oram, le groupe publie Lost Planes qui figure, un peu plus tard, sur son premier album. Diffusé par la BBC, ce titre permet au groupe de décrocher un contrat avec MCA mais, soucieuse de ne pas voir sa recrue associée à l'utilisation de drogue, la maison de disques demande que le nom du groupe soit modifié : fix est en effet un terme anglophone désignant une injection de drogue. The Fix devient alors The Fixx.

### Années MCA (1982–1991)
Shuttered Room, le premier album, paraît en 1982. Ses singles Stand or Fall et Red Skies (at Night) rencontrent un succès d'estime aux États-Unis et en Grande-Bretagne, mais c'est au Canada que Stand or Fall connaît le plus de succès en atteignant la 54e place des charts.
L'album Reach the Beach sort un an plus tard, au printemps 1983, et demeure à ce jour le plus grand succès de The Fixx. Le second single qui en est extrait, One Thing Leads to Another, accède notamment à la 3e place du Top canadien, à la 4e aux États-Unis, et à la 33e en Australie. À ce moment-là de sa carrière, The Fixx devient un vrai phénomène en Amérique du Nord, à l'instar d'autres groupes anglais, écossais et irlandais qui connaissent eux aussi un grand succès (Duran Duran, Culture Club, Eurythmics, Naked Eyes, Big Country, U2, etc.). En revanche, cette reconnaissance du public et des critiques tranche avec la situation du groupe au Royaume-Uni, son pays d'origine, où la formation demeure paradoxalement largement inconnue, comme d'ailleurs sur le reste du continent européen (à l'exception de l'Allemagne et du Benelux où le groupe connaît une petite notoriété).
À la fin de 1984 voit la sortie du troisième album Phantoms. Son premier single Are We Ourselves connaît à nouveau le succès en Amérique du Nord, rentrant dans le Top 20 (comme l'album lui-même), alors que le reste du monde continue à faire la sourde oreille (excepté en Océanie où The Fixx bénéficie d'une petite reconnaissance).
En 1986, l'album Walkabout et le single Secret Separation obtiennent encore du succès aux États-Unis, se classant respectivement aux 30e et 19e places, ainsi qu'au Canada. Mais cet album marque aussi le début du déclin. The Fixx quitte MCA pour rejoindre le label RCA et choisit de ne plus travailler avec son producteur originel, Rupert Hine. Le son du groupe « s'américanise », devient plus commercial et perd de son originalité des débuts. Après un album live sorti en 1987, les deux albums studio suivants, Calm Animals (1989) et Ink (1991), peinent à s'imposer même sur les marchés les plus favorables que représentent les États-Unis et le Canada (malgré encore quelques singles à succès, dans ces mêmes pays, comme Driven Out ou How Much Is Enough?). 

### Années indépendantes
Les membres du groupe choisissent alors de marquer une pause et il faut attendre 1998 pour voir réapparaître The Fixx avec l'album Elemental sur le label indépendant CMC. En 1999, 1011 Woodland propose de nouvelles versions acoustiques de quelques-uns des plus grands succès du groupe. Un nouvel album studio, Want that Life,  paraît en 2003, suivi d'une compilation anniversaire en 2005, pour les 25 ans du groupe, intitulée Twentyfifth Anniversary Anthology. Leur dixième album studio, Beautiful Friction, est sorti le 17 juillet 2012 sur le label Kirtland Records. À cette occasion, le groupe s'est à nouveau produit en Europe, notamment en Allemagne et aux Pays-Bas.
Le chanteur Cy Curnin poursuit par ailleurs une carrière solo qui a vu à ce jour la publication de quatre albums. 

## Membres
- Cy Curnin - chant (depuis 1979)
- Rupert Greenall - claviers (depuis 1979)
- Adam Woods - batterie (depuis 1979)
- Jamie West-Oram - guitare (depuis 1980)
- Charlie Barrett - basse (1981-1982)
- Alfie Agius - basse (1982-1983)
- Dan K. Brown - basse (1983-1994, depuis 2008)
- Chris Tate - basse (1994-2002)
- Gary Tibbs - basse (2003)

## Discographie

### Albums studio
- 1982 : Shuttered Room
- 1983 : Reach the Beach
- 1984 : Phantoms
- 1986 : Walkabout
- 1989 : Calm Animals
- 1991 : Ink
- 1998 : Elemental
- 1999 : 1011 Woodland
- 2003 : Want that Life
- 2012 : Beautiful Friction
- 2022 : Every Five Seconds

### Albums live
- 1987 : React
- 1995 : In Concert (King Biscuit Flower Hour)
- 1997 : Real Time Stood Still
- 2002 : Stand or Fall

### Compilations
- 1989 : Greatest Hits - One Thing Leads to Another
- 1994 : Missing Links
- 1999 : Ultimate Collection: The Fixx
- 1999 : Elemental + 1011 Woodland
- 2000 : 20th Century Masters - The Millennium Collection: The Best of the Fixx
- 2000 : Extended Versions
- 2001 : Happy Landings and Lost Tracks
- 2002 : Then and Now
- 2004 : Stage One (nouvelles versions de plusieurs succès du groupe, exclusivement vendu lors de concerts)
- 2005 : The Twenty-Fifth Anniversary Anthology

### Singles
- 1979 : Little Women (sous le nom de The Portraits)
- 1980 : Hazards In The Home (sous le nom de The Portraits)
- 1981 : Lost Planes (sous le nom de The Fix)
- 1982 : Some People
- 1982 : Stand or Fall
- 1982 : Red Skies
- 1983 : Saved by Zero
- 1983 : One Thing Leads to Another
- 1984 : The Sign of Fire
- 1984 : Deeper And Deeper
- 1984 : Are We Ourselves?
- 1984 : Sunshine in the Shade
- 1985 : Less Cities, More Moving People
- 1986 : Secret Separation
- 1986 : Built for the Future
- 1987 : Don't Be Scared
- 1989 : Driven Out
- 1989 : Precious Stone
- 1991 : How Much Is Enough?
- 2012 : Anyone Else
- 2013 : Beautiful Friction
- 2013 : Shaman